# Propempticon

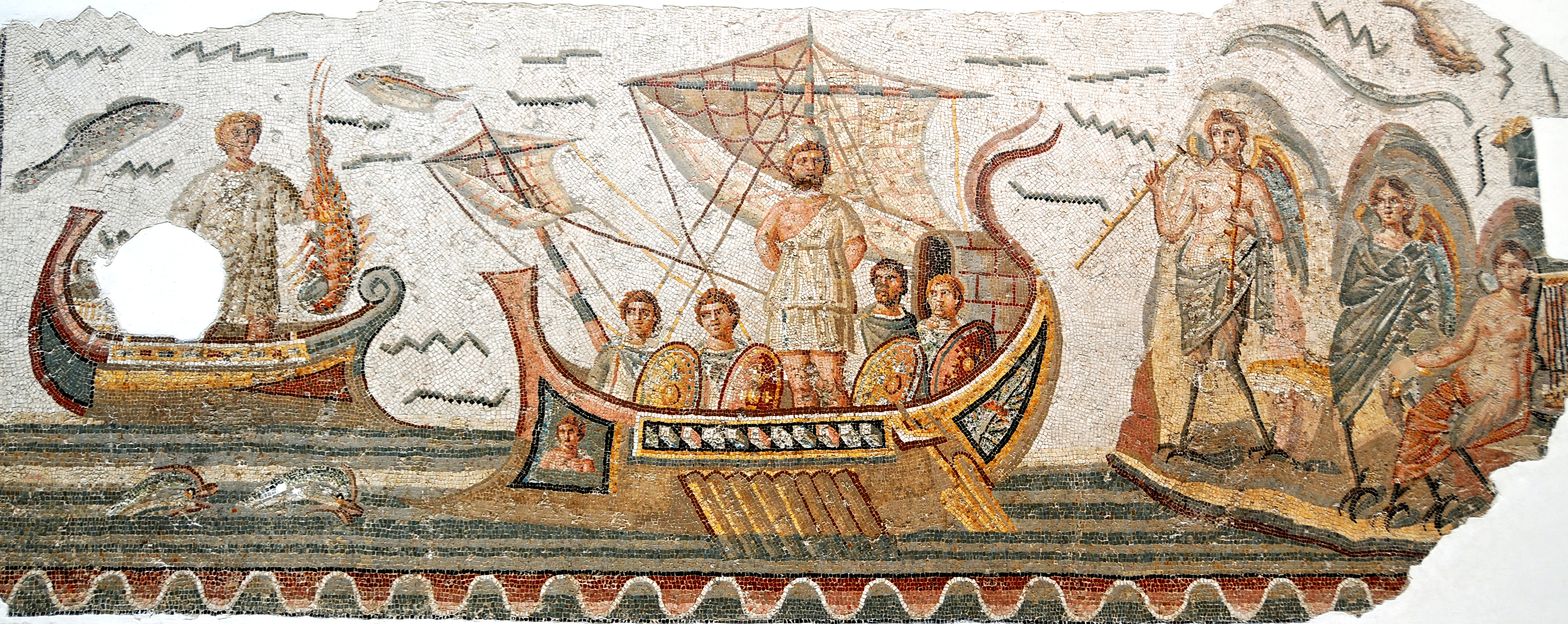
Ulysse écoute les sirènes, mosaïque de Dougga, exposée au musée national du Bardo (Tunisie).

Le propempticon ou propemptikon (grec ancien : προπεμπτικόν, du verbe προπέμπω (propémpō), « envoyer en avant ») est un type de poème de l'Antiquité caractéristique du genre rhétorique où le poète dit adieu et souhaite un bon voyage à une personne qui s'en va, le plus souvent en mer. Les topoï associés au genre sont la plainte de celui qui reste en arrière, l'éloge de la patrie, la conjuration des dangers et l'énumération des inconvénients du voyage. Les meilleurs vœux sont bien sûr adressés au voyageur.

## Histoire
Le propempticon apparaît pour la première fois dans un poème adressé par Sappho à son frère, qui fait du commerce en Égypte, puis chez Théognis de Mégare. Il devient une forme indépendante à l'époque hellénistique, chez Callimaque de Cyrène et Théocrite.
Il existe deux tons au Propempticon : les tons « élogieux » et « schélastique ». Dans le premier, le poète s'adresse à un supérieur en lui souhaitant de nombreux succès ; il invoque également les raisons pour lesquelles il ne peut accompagner son interlocuteur. Pour sa part, le ton « schélastique », ou commun, est celui par lequel le poète s'adresse à un égal : un ami ou un amant. Un poète schélastique peut parfois reprocher son départ au destinataire.
Le thème est ensuite repris par les poètes latins. Horace ouvre ses Épodes par une dédicace en forme de propempticon à Mécène qui part pour Actium ; la dixième pièce du recueil est en revanche une sorte de propempticon à rebours, où il souhaite à un poète malveillant de mourir en mer. Ses Odes contiennent également deux propemptica, le premier étant adressé à Virgile. Le thème se retrouve ensuite chez Stace, puis chez les chrétiens Sidoine Apollinaire et Paulin de Nole ; son douzième poème est d'ailleurs la première prière de voyage chrétienne.
Le genre survit à l'époque moderne.

## Propempticon élégiaque
Properce développe une forme particulière de propempticon où il applique à la fois le ton « élogieux » lorsqu'il s'adresse à son interlocuteur et le ton « schélastique » : le genre permet ainsi d'exprimer une totale dévotion et une fidélité sans faille. 
Ce type de poème est également repris par Ovide. 

## Apopempticon
À l'inverse du propempticon, l’apopempticon est un poème d'adieu adressé par un voyageur à ceux qui restent en arrière. 

## Prosphoneticon
Le Prosphoneticon, à l'inverse des deux premiers, est un poème célébrant un retour. Il y est fait mention d'un rapport préexistant d'amitié, du lieu dont le destinataire revient et de la protection divine dont celui-ci bénéficia. Le poème acquiert une dimension sympotique et des éléments érotiques se mêlent au banquet. Encore une fois, Properce joue avec le style en faisant de l'arrivant l'ennemi du poète ; ce qui déroge des règles d'usages du Prosphoneticon.